# Михайловский, Николай Григорьевич
Николай Григорьевич Михайловский (настоящая фамилия Михельсон; 6 [19] мая 1911, Жмеринка, Подольская губерния — 22 июля 1992, Москва) — советский прозаик, очеркист, военный корреспондент.

## Биография
Окончил Ленинградский государственный институт журналистики в 1934 г.
Участник советско-финляндской войны (с морскими ударными отрядами проходил линию Маннергейма), Великой Отечественной войны.
Член Союза писателей СССР с 1958 г.
Скончался 22 июля 1992 года в Москве на 82 году жизни. Похоронен на Хованском кладбище.

## Творчество
Литературную работу начал в 1929 деткором газеты «Ленинская искра». Позже работал в газетах «На страже», «Красная звезда», с 1938 — в газете «Правда». С 1942 военный корреспондент «Правды» на Северном флоте. Впечатления о Севере легли в основу документальных повествований «Североморские были», «Этот долгий полярный день», «Только звезды нейтральны…».

## Семья
- Жена — Антонина Георгиевна Голыбина (1911—1994).
  - Дочь — Кира Николаевна Михайловская (1935—2018), детская писательница, сценарист, прозаик.
    - Внук — Семён Ильич Михайловский (р. 1961), искусствовед, историк архитектуры, ректор Санкт-Петербургской академии художеств имени Ильи Репина.

  - Сын — Александр Николаевич Михайловский (1945—2014), кинорежиссёр, главный режиссёр Дирекции документального кино Первого канала.
    - Внук — Никита Александрович Михайловский (1964—1991), актёр театра и кино.
    - Внук — Павел Александрович Михайловский (р. 1971), кинорежиссёр, продюсер.

## Сочинения
- Вишневский Вс., Михайловский Н.. Балтийцы — герои Отечественной войны. Вып. 3. — М.; Л.: Гос. военно-морское изд. НКВМФ Союза ССР, 1941. — 24 с.
- Линейный корабль «Марат» / Ист. очерк Н. Михайловского. — М.; Л.: Воен.-мор. изд-во, 1942. — 140 с., фронт.: ил. — (История кораблей Военно-Морского флота СССР).
- Ветеран Балтики: (К 15-летию шефства Узбекской ССР над линкором «Петропавловск») / [Предисл. кап. 1-го ранга И. Г. Карпова]. — Ташкент: Госиздат УзССР, 1947. — 92 с.: ил.
- Краснознамённый крейсер «Киров». — Алма-Ата: Казгослитиздат, 1950. — 102 с.: ил.
- Таллинский дневник. — М.: Воениздат, 1956. — 166 с.: ил.
  - То же. — Л.: Лениздат, 1958. — 360 с.
  - То же. — 3-е изд., испр. и доп. — М.: Сов. Россия, 1985. — 350 с.: ил., 1 л. портр.
- С тобой, Балтика! — М.: Воениздат, 1960. — 384 с., 12 л. ил.
  - То же. — [2-е изд., испр. и доп.]. — М.: Воениздат, 1964. — 376 с.
- Девять баллов: [Очерки и рассказы]. — Мурманск: Кн. изд-во, 1962. — 200 с., 8 л. ил.
- Мы уходили в ночь: [Рассказы и очерки]. — Л.: Лениздат, 1962. — 403 с.: ил.
- Северные были / [Ил.: В. Науменков]. — [М.], [1963]. — 48 с.: ил. — (Б-чка журнала «Советский воин»; № 24 (475)).
- Когда поднимается флаг: [Документальные рассказы] / [Ил.: В. Е. Науменков]. — [М.]: [Изд-во ДОСААФ], [1966]. — 111 с.: ил.
- Всплыть на полюсе!: Повести / [Ил.: Ю. Авдеенко]. — М.: Воениздат, 1970. — 187 с.: ил.
- Штормовая пора. — М/: Сов. Россия, 1970. — 364 с.: ил.
  - То же / [Худож. Р. А. Казаков]. — 2-е изд., испр. и доп. — М.: Сов. Россия, 1978. — 347 с.: ил., портр.
- Бессменная вахта: [О крейсере «Киров»]. — М.: Изд-во ДОСААФ, 1971. — 176 с.: ил.
- Во главе особого экипажа. — М.: Знание, 1976. — 94 с.
- Этот долгий полярный день. — М.: Сов. Россия, 1976. — 85 с. — (Писатель и время).
- Он мерил жизнь особой меркой: [Адмирал А. Г. Головко]. — М.: Политиздат, 1977. — 111 с., 2 л. ил. — (Герои Сов. Родины).
- Мыс Желания / [Вступ. статья А. Ёлкина]. — Мурманск: Кн. изд-во, 1978. — 279 с.
- Час мужества: [Сб. очерков / Худож. И. В. Грюнталь]. — М.: Изд-во ДОСААФ, 1978. — 174 с.: ил.
- Ночь у мыса Юминда: Документальные повести. — М.: Воениздат, 1981. — 366 с.: ил.
- Только звёзды нейтральны : Художественные и документальные повести / [Вступ. статья А. Ёлкина]. — М.: Современник, 1981. — 535 с.: 1 л. портр.
- Адмирал Трибуц. — М.: Политиздат, 1982. — 95 с. — (Герои Сов. Родины).
- Избранное: Таллинский дневник; Повести. — М.: Современник, 1987. — 524, [1] с., [1] л. портр.

## Награды
- Орден Отечественной войны II степени (1945)
- Орден Отечественной войны I степени (1985)
- Орден Красной Звезды (1944)
- Медаль «За оборону Ленинграда» (1942)
- Медаль «За оборону Севастополя» (1942)
- Медаль «За оборону Советского Заполярья» (1944)
- Медаль «За взятие Кенигсберга» (1945)
- Медаль «За победу над Германией в Великой Отечественной войне 1941—1945 гг.» (1945)